# Emilio Caccialanza
Emilio Caccialanza (Lodi, 7 aprile 1858 – ...) è stato un politico e avvocato italiano.